# Neolitsea kedahensis
Neolitsea kedahensis är en lagerväxtart som först beskrevs av James Sykes Gamble, och fick sitt nu gällande namn av James Sykes Gamble. Neolitsea kedahensis ingår i släktet Neolitsea och familjen lagerväxter. Inga underarter finns listade i Catalogue of Life.